# Breaking My Heart
A Breaking My Heart (magyarul: Összetörni a szívem) a feröeri-dán Reiley dala, mellyel Dániát képviselte a 2023-as Eurovíziós Dalfesztiválon Liverpoolban. A dal 2023. február 11-én, a dán nemzeti döntőben, a Dansk Melodi Grand Prixben megszerzett győzelemmel érdemelte ki a dalversenyen való indulás jogát.

## Eurovíziós Dalfesztivál
2023. január 19-én a Danmarks Radio bejelentette, hogy az énekes résztvevője lesz a 2023-as Dansk Melodi Grand Prix dán eurovíziós nemzeti döntőnek. Versenydala a február 11-én rendezett döntőben a szakmai zsűri és a nézők szavazatai alapján megnyerte a műsort, így ő képviselheti Dániát az Eurovíziós Dalfesztiválon.
A dalfesztivál előtt Stockholmban, Varsóban, Madridban és Amszterdamban eurovíziós rendezvényeken népszerűsítette versenydalát.
A dalt először a május 11-én rendezett második elődöntőben fellépési sorrendben elsőként adta elő az Örményországot képviselő Brunette Future Lover című dala előtt. Az elődöntőben a nézői szavazatok pontjai alapján nem került be a dal a május 13-án megrendezésre került döntőbe.
A következő dán induló Saba Sand című dala volt a 2024-es Eurovíziós Dalfesztiválon.

### Kapott pontok
Második elődöntő
| Szavazat | Össz | Szavazó országok | Szavazó országok | Szavazó országok | Szavazó országok | Szavazó országok | Szavazó országok | Szavazó országok | Szavazó országok | Szavazó országok | Szavazó országok | Szavazó országok | Szavazó országok | Szavazó országok | Szavazó országok | Szavazó országok | Szavazó országok   | Szavazó országok | Szavazó országok | Szavazó országok    |
| Szavazat | Össz | Örményország     | Románia          | Észtország       | Belgium          | Ciprus           | Izland           | Görögország      | Lengyelország    | Szlovénia        | Grúzia           | San Marino       | Ausztria         | Albánia          | Litvánia         | Ausztrália       | Egyesült Királyság | Spanyolország    | Ukrajna          | A Világ többi része |
| -------- | ---- | ---------------- | ---------------- | ---------------- | ---------------- | ---------------- | ---------------- | ---------------- | ---------------- | ---------------- | ---------------- | ---------------- | ---------------- | ---------------- | ---------------- | ---------------- | ------------------ | ---------------- | ---------------- | ------------------- |
| Nézők    | 6    |                  |                  |                  |                  |                  |                  | 6                |                  |                  |                  |                  |                  |                  |                  |                  |                    |                  |                  |                     |